# Hymenomima cogigaria
Hymenomima cogigaria är en fjärilsart som beskrevs av Heinrich Benno Möschler 1882. Hymenomima cogigaria ingår i släktet Hymenomima och familjen mätare. Inga underarter finns listade i Catalogue of Life.